# 大浦半島
大浦半島（おおうらはんとう）は京都府北部と福井県若狭地方にまたがって、若狭湾に突き出た半島。

## 概要
大浦半島は京都府舞鶴市と福井県大飯郡高浜町の一部にまたがっている。北端が成生岬、北西端が博奕岬。半島の南西に舞鶴湾を囲い込む。また、一帯は若狭湾国定公園に指定され風光明媚なことから、主に夏季には観光客で賑わう。
福井県側には、関西電力の高浜原子力発電所が立地している。また、南東部には五色山公園や難波江海水浴場がある。
京都府側の舞鶴市では、東大浦と西大浦に分かれており、それぞれ地勢が異なる。東大浦では、三浜・小橋両地区で構成される竜宮浜漁港・竜宮浜海水浴場と、野原地区の野原漁港・野原海水浴場、田井地区の田井漁港・水ヶ浦漁港、成生地区の成生漁港があるほか、両地区へのアクセス道路である大山峠は市内有数の豪雪地帯である。
西大浦では、舞鶴発電所が立地しているほか、舞鶴親海公園などの観光施設が複数整備されている。
なお、半島基部の京都府側には、西国三十三所第29番の松尾寺がある。

## 周辺の主な島
- 沓島
- 冠島
- 毛島
- 沖葛島
- 磯葛島
- 風島
- 高島
- 馬立島

## その他
大浦半島の付け根に位置する志楽谷（現在の舞鶴市志楽）は、遅くとも分国前の和銅2年（709年）には丹波国に属していたが、北東部の田結（同・田井）など半島の大部分は奈良時代（710年 - 794年）前期まで若狭国に属していたことが分かっている。